# Оршош, Ференц

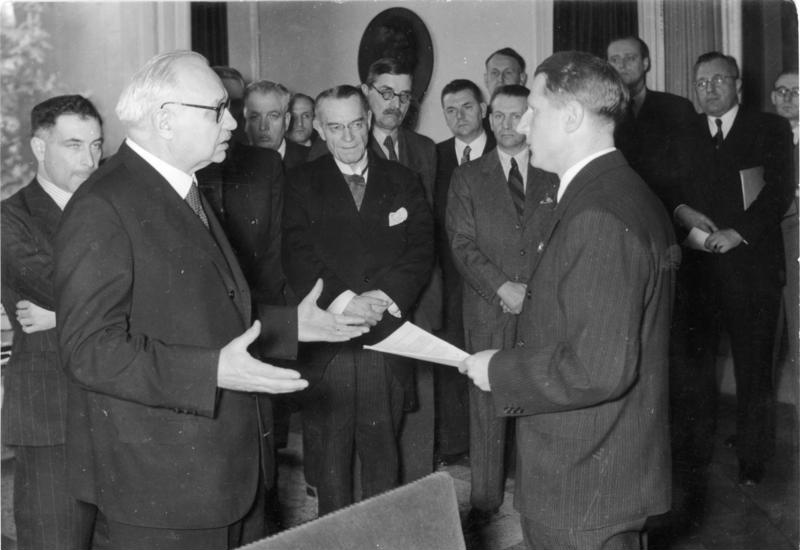
Профессор Оршош на встрече членов Международной Комиссии с министром здравоохранения Рейха в Берлине, 1943 году
(Ференц Оршош стоит второй слева)

Ференц Оршош (венг. Orsós Ferenc; 22 августа 1879, Тимишоара — 25 июля 1962, Майнц) — венгерский патологоанатом, один из двенадцати врачей Международной комиссии, направленной немцами в апреле 1943 года для расследования совершенного в Катыни преступления.

## Биография
Ференц Оршош родился в 1879 году в городе Тимишоара в Трансильвании. Учился на медика в Будапеште, затем работал в городе Пэч. Во время Первой мировой войны был пленным в России. По окончании войны стал директором отдела судебной медицины в Будапештском университете. С 1928 года член Венгерской Академии Наук.

## Национал-социалистические взгляды
Основал организацию медиков Венгрии («Magyar Orvosok Nemzeti Egyesülete, MONE»). Как председатель MONE он требовал отлучать евреев от профессии врачей и осуществлять антисемитские мероприятия в Венгрии. В 1941 году выступал за то, чтобы по примеру немецкого расового законодательства, которое действовало и в Венгрии, были запрещены браки между венграми и евреями, а также между венграми и цыганами. После немецкой оккупации Венгрии 19 Марта 1944 года в сотрудничестве с командой Эйхмана и венгерскими властями около 400000 евреев были депортированы, большинство отправлены в газовые камеры концлагеря Освенцим. Руководимые Оршошом организации врачей выдавали венгерских врачей еврейского происхождения и подвергали их высылке.

## Участие в расследованиях

### Катынь
К 1943 году проделал тысячи судебно-медицинских экспертиз и разработал метод определения времени смерти. В Катыни участвовал во вскрытии убитых польских офицеров и был одним из подписавшихся под итоговым протоколом, где устанавливалось, что убийства были совершены весной 1940 года. Метод датировки по состоянию черепа, который он применил, «не нашел достаточного последующего подтверждения медицинской практикой». Выполнял там также роль одного из переводчиков ввиду своего знания русского языка. 
В 1952 году, вместе с Хельге Трамсеном и Винченцо Марио Пальмиери, участвовал в слушаниях Комиссии Конгресса США по катынскому делу.

### Винница
В 1943 году вместе с доктором Александром Биркле принял участие в исследовании немцами мест массовых захоронений на Украине в Виннице.

## Послевоенный период
В декабре 1944 году, из опасения перед приближающейся советской армией, сбежал в Германию. С 1946 году проживал в Западном Берлине, в 1962 году скончался в Майнце. Был заочно осужден в Венгрии народным судом.